# برامج تحرير الفيديو

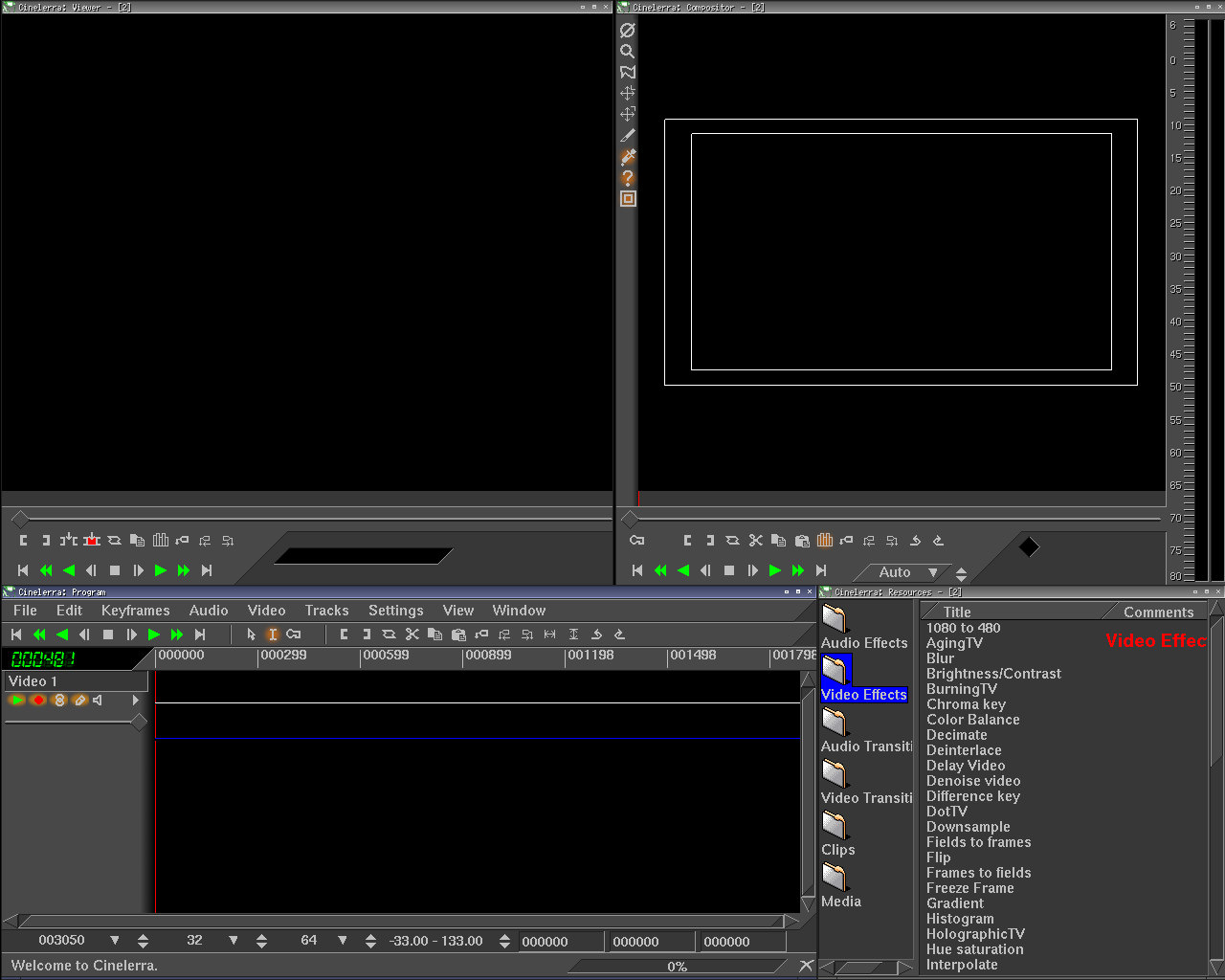

برامج تحرير الفيديو هي تطبيقات برمجية تقوم بتحرير الفيديو على أجهزة الحاسوب، أي تعديل مقاطع الفيديو ودمج بعضها ببعض وحذف مقاطع أخرى وإضافة تأثيرات معينة.
بعض هذه البرامج لديه القدرة على تحويل أنواع معينة من الفيديو إلى أنواع أخرى لتعرض على أجهزة معينة كالجهاز مشغل الأقراص المضغوطة (VCD) أو (DVD)... كما لديها القدرة على التعامل مع الأصوات في الفيديو وذلك من خلال الحذف أو الإضافة أو تسجيل الصوت.
وتسمى أيضا ببرامج المونتاج وبعض هذه البرامج بسيط يستخدم من قبل الهواة وبعضها احترافي يمتاز بقدرة تحكم عالية ويستخدم للمونتاج السينمائي والتلفزيوني.

## أسماء برامج تحرير الفيديو المشهورة
| موقع عربي         | موقع اجنبي                       |
| ----------------- | -------------------------------- |
| أفيد ميديا كمبوزر | Avid Media Composer [الإنجليزية] |
| فاينال كت         | Final cut [الإنجليزية]           |
| أدوبي بريمير برو  | أدوبي بريمير برو                 |
| سوني فيغاس        | فيغاس برو                        |
| أدوبي أفتر إفكتس  | أدوبي أفتر إفكتس                 |